# Березник (Пинежский сельсовет)
Березник — деревня в Пинежском районе Архангельской области. Входит в состав муниципального образования «Пинежское».

## География
Расположена на берегу реки Пинеги.

## Население
| 2002 | 2010 | 2012 |
| ---- | ---- | ---- |
| 9    | ↘1   | →1   |

Население деревни, по данным Всероссийской переписи населения 2010 года, составляет 1 человек. В тёплое время года там также проживают порядка 30 дачников из Архангельска, Северодвинска и Новодвинска. Производство ограничивается огородными хозяйствами.

## Инфраструктура
В деревню проведено электричество, но в ней отсутствует водопровод. В 58 км к западу расположена железнодорожная станция Паленьга, с которой деревня связана грунтовой дорогой. В Березнике также нет медпункта и магазинов, два раза в неделю приезжает автолавка.

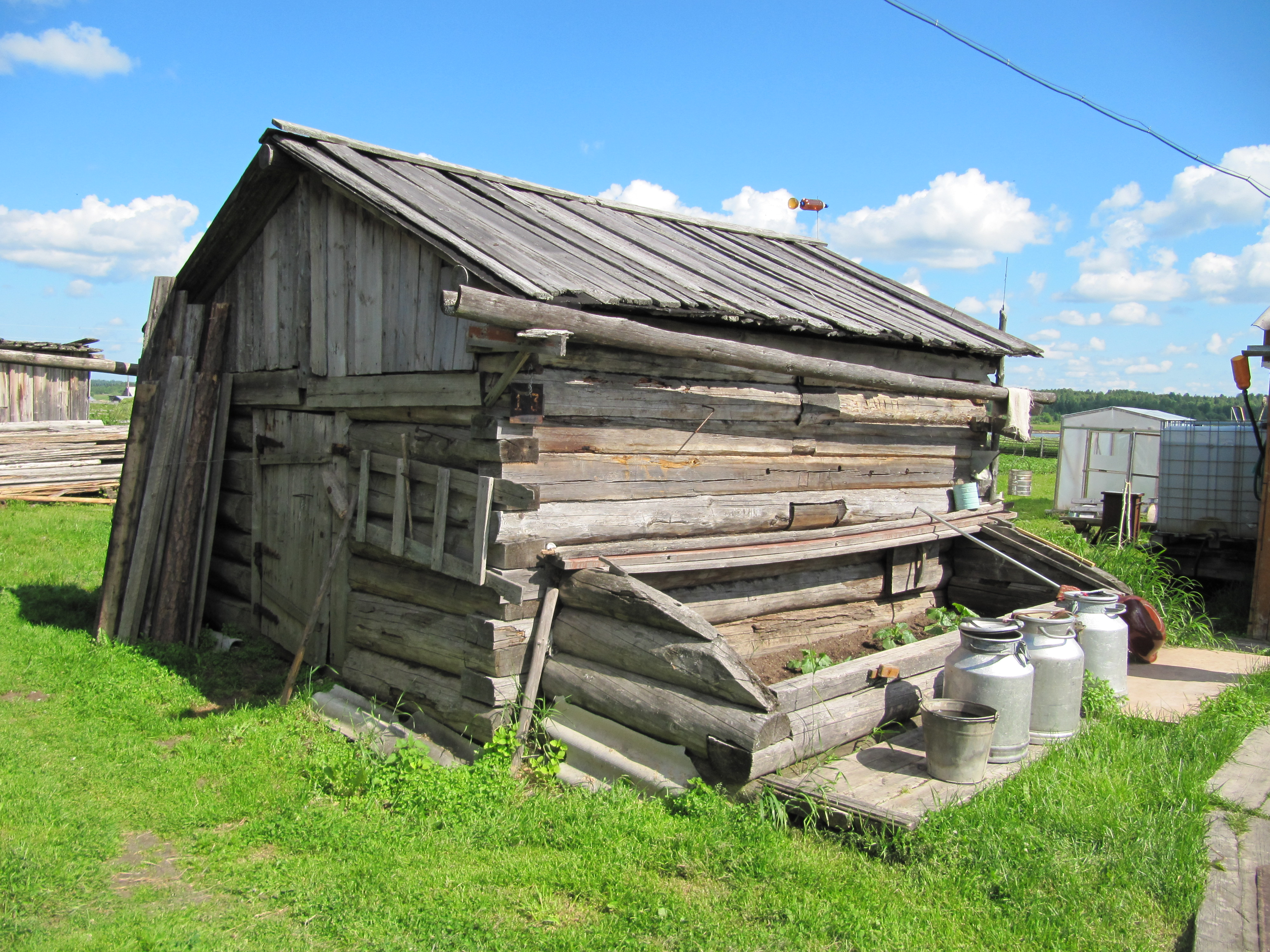